# Угольный островок
У́гольный острово́к — исторический район в городе Сестрорецке Курортного района Санкт-Петербурга. Расположен южнее Угольной набережной.
Название появилось в начале XVIII века. Связано с тем, что на этой территории выжигали древесный уголь для Сестрорецкого оружейного завода.
Территория островом не является — она занимает пятую часть безымянного полуострова.
В 1870-х годах по Угольному островку получили названия Угольная набережная и Угольная улица, а в начале XX века — Угольный переулок.